# Xiami
Xiami est une entreprise chinoise proposant un service d'écoute de musique en streaming à la demande. Xiami est un équivalent chinois de Deezer ou de Spotify.
L'entreprise fut achetée le 11 août 2013 par le Groupe Alibaba.

## Développement
Fondé en 2008 par quatre ingénieurs ayant quitté le groupe Alibaba, Xiami est porté par le développement exponentiel de l'utilisation de l'Internet en Chine. Fin mai 2014, Xiami revendiquait 30 millions d'utilisateurs pour une base de données de plus de 6 millions de chansons. D'après le classement Alexa, www.xiami.com est le 140e site chinois en termes de fréquentation
Le modèle de développement de Xiami est à première vue similaire à celui de ses concurrents, alliant l'écoute gratuite de contenu et le téléchargement payant. Le prix est fixé à la chanson, le prix standard s'élevant à 0.80 yuan. Cependant, de nombreuses innovations, et surtout une conception différente de l'univers de la production musicale, distinguent Xiami de ses concurrents.
Le rachat de Xiami par Alibaba et la sécurité financière résultante ont permis une innovation majeure en 2013 : le retrait de la publicité, qui constituait pourtant l'immense majorité des revenus. Ainsi, Wang Hao, PDG de Xiami, a précisé dans une interview en 2013 que seulement 0.5 % des utilisateurs achètent des chansons, tandis que les autres utilisateurs privilégient l'écoute gratuite.
Xiami reste cependant très dépendant du marché chinois, qui compose 90,1 % du nombre de ses visiteurs. Sa base de données est d'ailleurs composée pour moitié de titres chinois et pour seulement 40 % de titres occidentaux.

## Un soutien constant aux musiciens indépendants
Xiami se distingue par sa volonté de soutenir les groupes de musique indépendants. Ce sont les seuls qui peuvent déroger à la règle du prix unique et fixer eux-mêmes le prix de leurs compositions. La limite maximum, 50 yuans par chanson, est bien plus élevée que la limite fixée pour les productions ayant reçu le soutien d'un label ou d'un studio.
Par ailleurs, l'algorithme de référencement ne distingue pas les groupes de musique en fonction de leur popularité, contrairement à la majorité des sites qui utilisent un algorithme qui référence par pertinence. Cela permet aux groupes indépendants encore inconnus de pouvoir véritablement exister sur le site et de toucher une grande audience.
Plus original, Xiami prélève 50 % des profits réalisés sur son site par les groupes de musique labellisés, mais reverse l'intégralité des profits aux musiciens indépendants.

## Rachat par Alibaba
Après un an de discussions et d'hésitations, Xiami est finalement racheté par Alibaba le 11 août 2013, pour un prix non communiqué au public. Il est à noter que Wang Hao, PDG de Xiami travaillait chez Alibaba en tant que programmeur, avant de créer Xiami.
Sans attendre la finalisation de son rachat, Xiami est intégré à la constellation Alibaba, notamment par son référencement sur le portail Taobao sous le tite Musique. Ainsi, en avril 2013, soit quatre mois avant l'officialisation du rachat de Xiami, Taobao a ajouté une modalité, rendant possible l'écoute gratuite de musique pendant une visite sur les pages du site. Cette modalité est rendue possible par la collaboration des équipes de Xiami et de Taobao, ainsi que par la mise de la base de données musicale de Xiami. Par ailleurs, depuis mai 2014, il n'est plus nécessaire d'avoir un compte Xiami pour disposer des services du site : un compte Taobao suffit.
Par ailleurs, le groupe Alibaba est restructuré en 25 unités et l'équipe de Xiami est intégrée à l'unité musique, dissolvant ainsi un peu plus l'entreprise au sein du groupe.
L'intégration au groupe Alibaba n'a pas affecté le dynamisme du site. Aujourd'hui, la fréquentation de Xiami se situe à des niveaux jamais atteints auparavant par le site. Il se classe ainsi au 961e rang mondial selon le site Quandl, qui reprend les données Alexa.